# Nepal Airlines

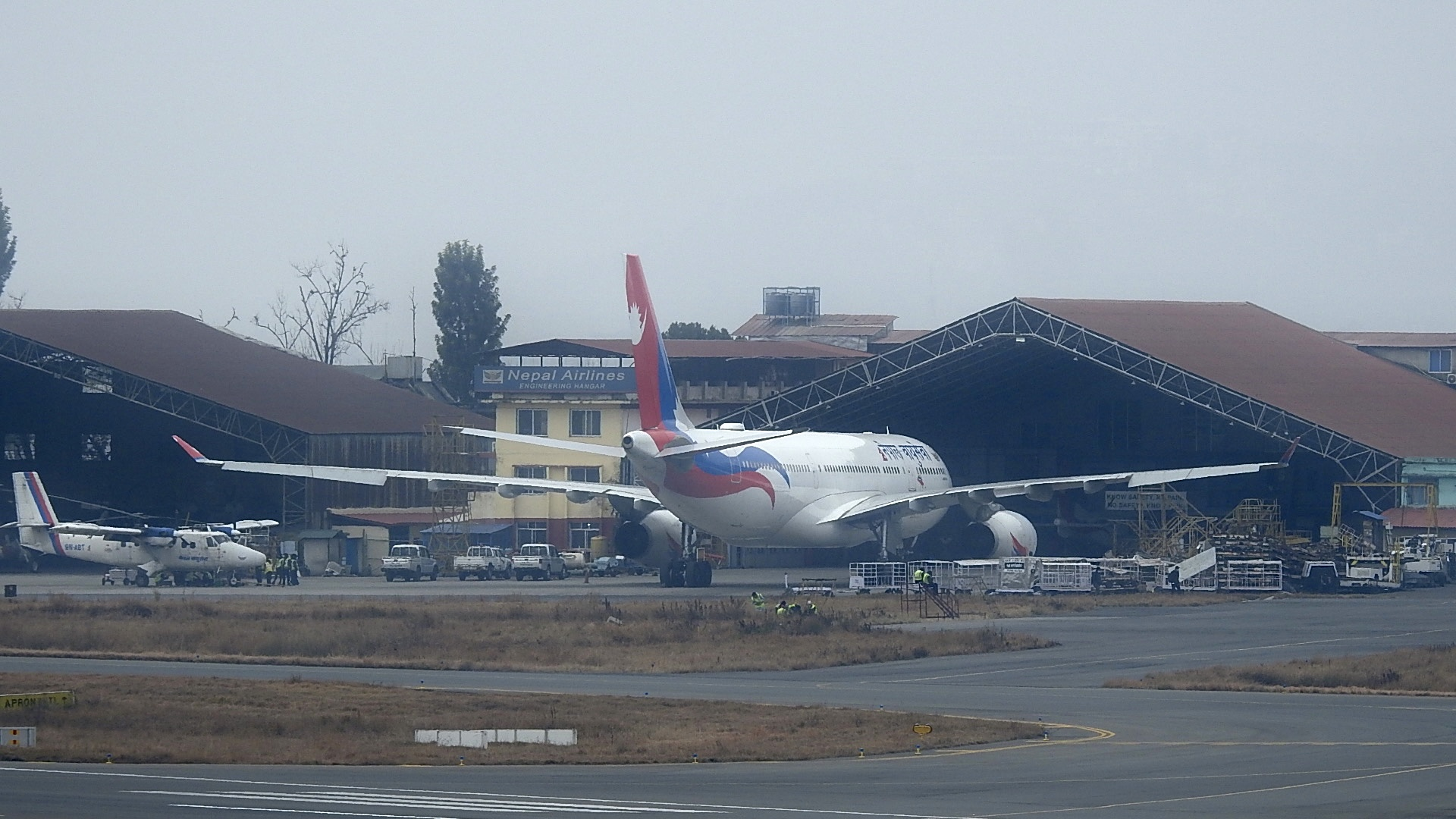
A330 của Nepal Airlines đang đậu bên ngoài nhà chứa máy bay của hãng

Nepal Airlines là hãng hàng không quốc gia của Nepal. Trụ sở của hãng đóng ở tòa nhà NAC, thủ đô Kathmandu.Trung tâm hoạt động của hãng tại sân bay quốc tế Tribhuvan, Kathmandu. Hãng được lập tháng 7 năm 1958 với tên gọi Royal Nepal Airlines Coopration. Máy bay đầu tiên của hãng hàng không này là một chiếc Douglas DC-3, được sử dụng để phục vụ đường bay nội địa và một số điểm đến tại Ấn Độ. Hãng hàng không mua máy bay phản lực đầu tiên của mình, máy bay Boeing 727, vào năm 1972. Năm 2004, chính phủ Nepal quyết định bán 49% cổ phần của hãng cho tư nhân.
Hãng này nằm trong danh sách các hãng hàng không bị Liên minh châu Âu cấm (đến tháng 12/2013). 